# John Mills Houston

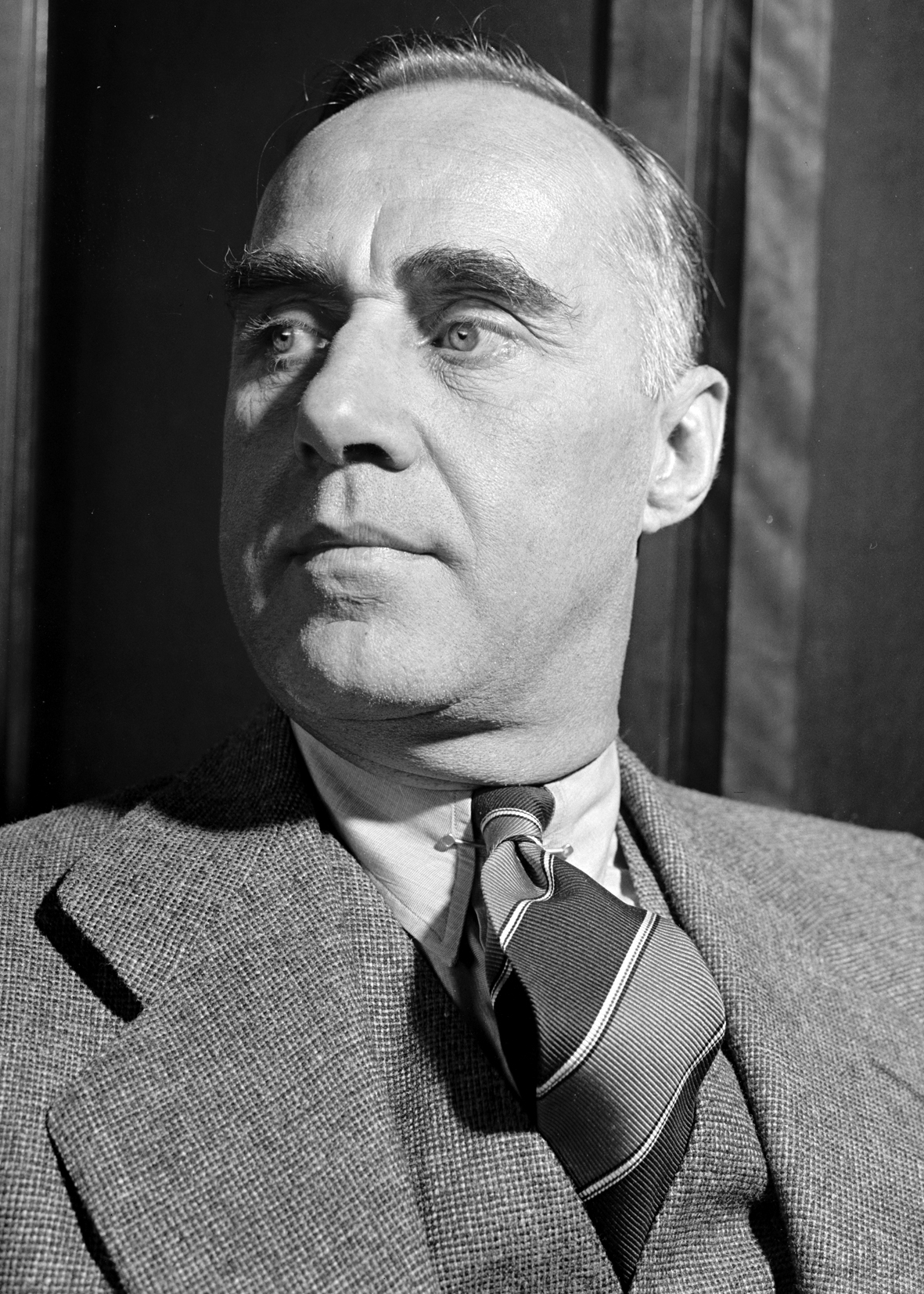
John Mills Houston (1939)

John Mills Houston (* 15. September 1890 bei Formosa, Jewell County, Kansas; † 29. April 1975 in Laguna Beach, Kalifornien) war ein US-amerikanischer Politiker. Zwischen 1935 und 1943 vertrat er den fünften Wahlbezirk des Bundesstaates Kansas im US-Repräsentantenhaus.

## Werdegang
John Houston wurde auf einer Farm in der Nähe von Formosa geboren. Er besuchte die öffentlichen Schulen in Wichita, die St. John’s Military School in Salina und danach die Fairmount University in Wichita. Zwischen 1912 und 1917 war er im Theatergeschäft tätig. Während des Ersten Weltkrieges war er Soldat des US-Marinekorps. Von 1919 bis 1934 war er in Newton im Holzgeschäft.
Houston war Mitglied der Demokratischen Partei. Zwischen 1927 und 1931 war er Bürgermeister von Newton und von 1934 bis 1935 war er als Generalsekretär im Vorstand seiner Partei in Kansas. 1934 wurde er im fünften Distrikt von Kansas in das US-Repräsentantenhaus in Washington, D.C. gewählt. Dort übernahm er am 3. Januar 1935 den Sitz, den William Augustus Ayres bis zum 22. August 1934 innegehabt hatte. Nach drei Wiederwahlen konnte Houston bis zum 3. Januar 1943 vier Legislaturperioden im Kongress absolvieren. Seine letzte Amtszeit wurde durch die Ereignisse des Zweiten Weltkrieges bestimmt. Bei den Wahlen des Jahres 1942 unterlag er dem Republikaner Clifford R. Hope.
Zwischen 1943 und 1953 war Houston Mitglied im Nationalen Ausschuss für Arbeitsverhältnisse (National Board on Labor Relations). Nach seinem Rücktritt am 27. August 1953 zog er sich in den Ruhestand zurück, den er im kalifornischen Laguna Beach verbrachte, wo er im Jahr 1975 verstarb.